# محب ملح أذيني
محب الملح الأذيني (الاسم العلمي: Halophila stipulacea) هو نجيل بحري يستوطن المحيط الهندي، وانتشر حول البحر الأبيض المتوسط بعد افتتاح قناة السويس. وينتشر هذا النجيل بشكل كبير في خليج العقبة. ومؤخراً وصل إلى البحر الكاريبي حيث بدأ انتشاره.